# Boulevard de la Somme
Le boulevard de la Somme est une voie du 17e arrondissement de Paris. 

## Origine du nom

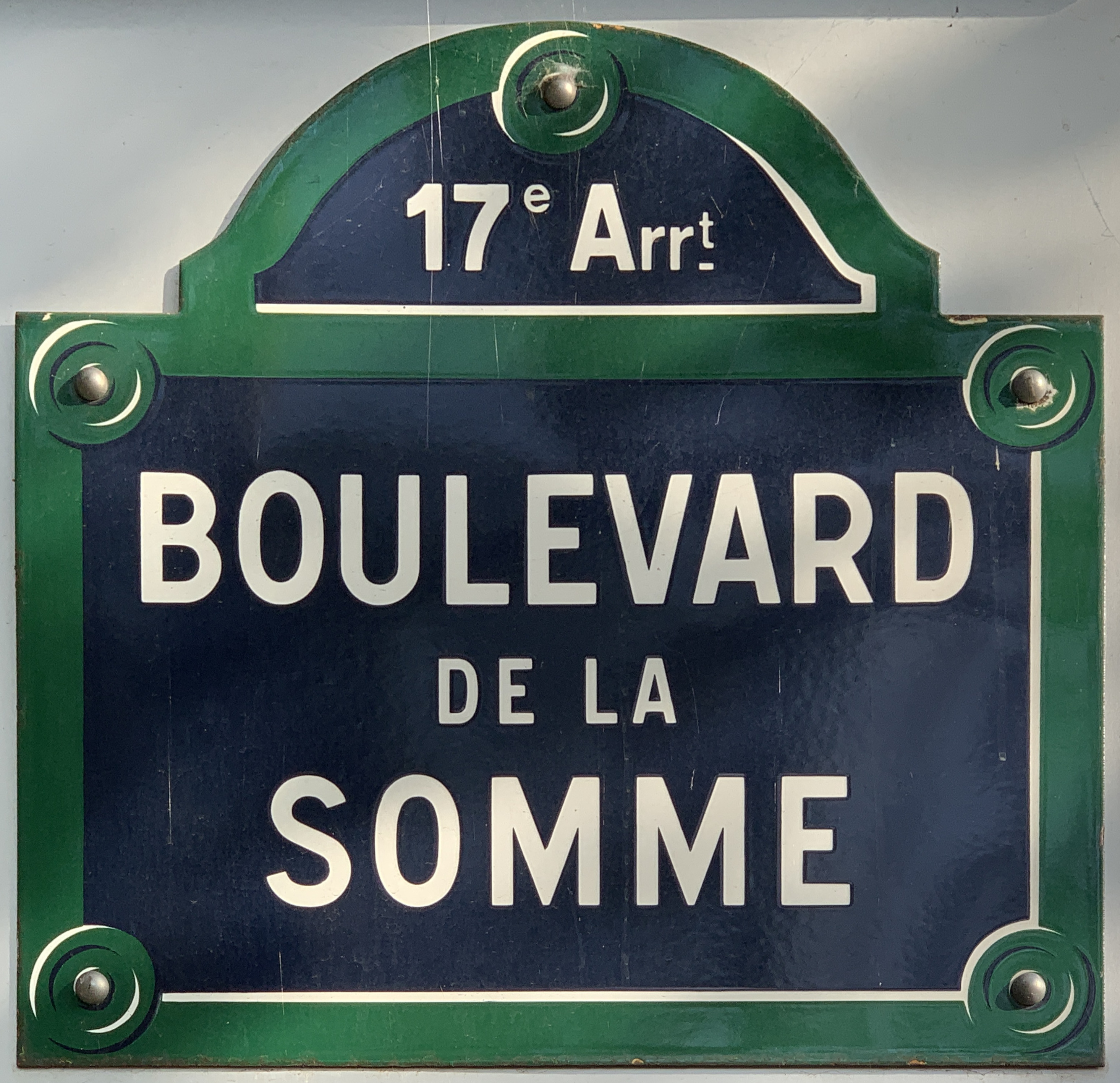
Plaque du boulevard.

L'origine de son nom renvoie à la bataille de la Somme (1916).

## Historique
Ce boulevard est une section de l'ancienne route de la Révolte, également appelée chemin de grande communication no 16, qui était située autrefois pour partie sur le territoire de Levallois-Perret, annexé à Paris par décret du 27 juillet 1930.
Elle porte son nom actuel depuis le 21 avril 1931.